# Valerius Hansson

Valerius Hanssons första klädbutik i basarlängan vid Basargatan - Kungstorget.

Anders Valerius Hansson, född 25 december 1889 i Göteborg, död 2 november 1970 i Göteborg, var en svensk handelsman i Göteborg.
Han började sin verksamhet i mars 1912 i en bod på fyra kvadratmeter i den västra flygeln av basarlängorna på Kungstorget, där han sålde underkläder, "färdiga manskläder", mössor, hattar och arbetskläder. Priserna kunde vara: 3 kr för ett par byxor och 22 kr för en kostym. Men ökad kundkrets och större lager krävde mer utrymme, och 1916 kunde han starta en filial, Valerius Hanssons Herr- och Barnekipering vid Grönsakstorget, hörnet Lilla Korsgatan. Verksamheten expanderade och snart fanns man på fyra våningsplan.
År 1928 blev den angränsande fastigheten vid Grönsakstorget tillgänglig, vilken senare tillbyggdes med en våning. Det medförde fördubblat utrymme och en ljus, modern affärslokal där även damkläder i full sortering kunde inrymmas. Därmed kunde ett gammalt önskemål förverkligas: "Kläder för hela familjen." Hansson köpte 1935 fastigheten Kungsgatan 19-21 i hörnet Magasinsgatan, i 34 kvarteret Gymnasiet. Hansson lät riva de båda husen 1938, och ett nytt komplex invigdes den 20 april 1940 efter ritningar av arkitekt Gunnar O. Jacobson. Grannfastigheten Kungsgatan 23 byggdes senare samman med det nya varuhuset, där man disponerade de tre övre våningarna.
Den 18 december 1940 manade de tre Göteborgsköpmännen Richard Berlin, Sven Gulin j:r och Valerius Hansson i ett öppet brev i Göteborgs-Posten till bojkott av redaktör Torgny Segerstedt och Göteborgs Handels- och Sjöfartstidning. De menade i skrivelsen, som kom att kallas för skräddarprotesten, att de negativa artiklar om Nazityskland som publicerades i Göteborgs Handels- och Sjöfartstidning inverkade menligt på handeln med tredje riket.
Företaget var det största i sin bransch i Göteborg och 1962 - vid 50-årsjubileet - hade man omkring 300 anställda. Valerius Hansson upphörde 1968-69.
Hansson gravsattes den 9 november 1970 på Örgryte gamla kyrkogård i Göteborg.
I Galenskaparna och After Shaves TV-serie En himla många program förekommer ett seglarmagasin, "På vinden". Programledarna där heter Valerius Hansson som spelas av deras scenograf Rolf Allan Håkanson och Tom-Olof Ström som spelas av Per Fritzell.